# House of 1000 Corpses
House of 1000 Corpses és una pel·lícula de comèdia negra de terror estatunidenca del 2003 escrita, comusicalitzada i dirigida per Rob Zombie al seu debut a la direcció, i la primera pel·lícula de la sèrie de pel·lícules Firefly. És protagonitzada per Sid Haig, Bill Moseley, Sheri Moon, Karen Black, Rainn Wilson, Chris Hardwick, Tom Towles, Erin Daniels, Jennifer Jostyn , Walton Goggins i Dennis Fimple en el seu darrer paper. La trama se centra en un grup d'adolescents que són segrestats i torturats per una família psicòtica durant Halloween després de viatjar per tot el país per escriure un llibre.
Inspirat en pel·lícules de terror dels anys 70 com ara La matança de Texas (1974) i Els turons tenen ulls (1977), Zombie va concebre la pel·lícula mentre dissenyava una atracció de casa embruixada per a Universal Studios Hollywood, on el rodatge va tenir lloc l'any 2000 en els backlots i a Valencia (Califòrnia). Quan l'estudi va arxivar la pel·lícula per por que rebés una qualificació NC-17, Zombie va tornar a adquirir els drets. Finalment es van vendre a Lions Gate Entertainment, que va estrenar la pel·lícula l'abril de 2003. Tot i rebre una resposta desfavorable de la crítica, va arribar a recaptar 16 milions de dòlars a tot el món. Des de la seva estrena, la pel·lícula ha aconseguit un seguici de culte, es va convertir en una atracció de cases encantades per Zombie per a Universal Studios, i va ser seguida de dues seqüeles, Els renegats del diable (2005) i 3 from Hell (2019).

## Argument
El 30 d'octubre de 1977, els criminals aficionats Killer Karl i Richard Wick intenten un robatori a mà armada en una benzinera/museu del terror, però són assassinats pel propietari, Capità Spaulding, i el seu assistent, Ravelli. Més tard aquella nit, Jerry Goldsmith, Bill Hudley, Mary Knowles i Denise Willis estan a la carretera amb l'esperança d'escriure un llibre sobre les atraccions de carretera poc convencionals. Quan els quatre es troben amb Spaulding, que també és el propietari de "The Museum of Monsters & Madmen", es van assabentar de la llegenda local del Dr. Satan. Quan s'enlairen a la recerca de l'arbre del qual estava penjat el Dr. Satan, recullen una jove autoestopista d'esperit lliure anomenada Baby, que afirma que viu a només unes poques milles de distància. Poc després, una misteriosa figura apareix amagada en un excés de vegetació i dispara el pneumàtic del seu vehicle amb una escopeta. El grup creu que només és un pneumàtic trencat i així Baby porta en Bill a casa de la seva família per agafar una grúa. Moments després, el germanastre de Baby, en Rufus, recull els passatgers encallats i els porta a la casa familiar.
Allà coneixen la família de la Baby: el seu germà adoptiu Otis Driftwood, el seu deforme germà gegant Tiny, la mare Firefly i l'avi Hugo. Mentre era tractada per sopar, Mare Firefly explica que el seu exmarit, Earl, havia intentat anteriorment cremar viu en Tiny, juntament amb la casa de Firefly després que va patir una crisi psicòtica. Després de sopar, la família fa un espectacle de Halloween per als seus convidats i Baby ofen a Mary coquetejant amb Bill. Després que Mary amenaça Baby, Rufus els diu que el seu cotxe està reparat. Quan les parelles marxen, l'Otis i Tiny, disfressats de espantaocells, els ataquen al camí d'accés i els porten captius. L'endemà, Otis mata Bill i mutila el seu cos per fer art. Mary està lligada a una habitació i turmentada per Otis, Denise està lligada a un llit disfressada de nina per Halloween i Jerry és parcialment escalpat per no endevinar l'estrella de cinema preferida de Baby.
Quan la Denise no torna a casa, el seu pare Don truca a la policia per denunciar la seva desaparició. Dos policies, George Wydell i Steve Naish, troben el cotxe abandonat de les parelles en un camp amb una animadora morta i mutilada al maleter (una de les cinc animadores que van desaparèixer fa més d'una setmana, segons s'explica en una emissió informativa; una escena anterior mostra que les animadores estaven sent torturades, violades i assassinades per la família Firefly). Don, un antic policia, és cridat al lloc dels fets per ajudar els agents a buscar. Arriben a la casa dels Firefly i Wydell pregunta a la mare Firefly sobre els adolescents desapareguts. Mare Firefly dispara en Wydell al cap i el mata; Don i Steve són assassinats per Otis quan troben més cossos d'animadores desaparegudes al graner, juntament amb una Mary amb prou feines conscient.
Més tard aquella nit, els tres adolescents restants són vestits de conills i portats a un pou abandonat. Otis turmenta la Denise fent servir la pell de la cara del seu pare mort com a màscara. Mary intenta fugir, però uns moments després Baby la localitza i la mata a punyalades. Otis i la família cremen els cossos en una pira.
Mentrestant, Jerry i Denise són col·locats en un taüt i baixats a un pou, on un grup d'experiments fallits del Dr. Satan obren el taüt i allunyen en Jerry, deixant que la Denise trobi el seu camí a través d'un cau subterrani. Mentre vaga per túnels plens de cadàvers mutilats, es troba amb el Dr. Satan i una sèrie de pacients mentals; En Jerry es troba a la taula d'operacions del Dr. Satan sent viviseccionat, i mor mentre Denise crida. El Dr. Satan ordena al seu assistent mutant, que resulta ser l'exmarit de la Mare Firefly, Earl, que capturi Denise, però Denise el burla i escapa arrossegant-se a la superfície mentre Earl és aixafat per les restes que cauen al túnel que s'esfondra.
Es dirigeix cap a la carretera principal on es troba amb el capità Spaulding, que la fa passejar amb el seu cotxe. Es desmaia d'esgotament al seient davanter, i Otis apareix de sobte al seient del darrere amb un ganivet. Denise es desperta més tard i es troba lligada a una taula d'operacions, envoltada pel doctor Satan i Earl, que van sobreviure a l'enfonsament. La pel·lícula acaba amb Denise cridant d'horror i les paraules "The End?" es mostra abans dels crèdits finals.

## Repartiment
- Sid Haig com a Capità Spaulding
- Bill Moseley com a Otis
- Sheri Moon Zombie com a Baby
- Karen Black com a Mare Firefly
- Chris Hardwick com a Jerry Goldsmith
- Erin Daniels com a Denise Willis
- Jennifer Jostyn com a Mary Knowles
- Rainn Wilson com a Bill Hudley
- Walton Goggins com a Steve Naish
- Tom Towles com el diputat George Wydell
- Matthew McGrory com a Tiny
- Robert Allen Mukes com a Rufus
- Dennis Fimple com a avi Hugo
- Harrison Young com a Don Willis
- William Bassett com el xèrif Frank Huston
- Irwin Keyes com a Ravelli
- Michael Pollard com a Stucky

Chad Bannon i David Reynolds també apareixen com a lladres amateurs Killer Karl i Richard Wick. Walter Phelan interpreta el doctor Satan. Earl Firefly, conegut als crèdits com "El professor", és interpretat per Jake McKinnon.

## Producció

### Desenvolupament
Rob Zombie va saltar a la fama com a membre de la banda White Zombie abans de començar una carrera en solitari. L’àlbum debut de Zombie, Hellbilly Deluxe (1998), va estar influenciat per les pel·lícules de terror clàssiques, igual que els seus vídeos musicals de "Living Dead Girl" (1999) i "Superbeast" (1999). L'àlbum va ser un èxit comercial, i va vendre més de tres milions de còpies als Estats Units. Abans de treballar en  House of 1000 Corpses, Zombie havia treballat en l'animació de Beavis and Butt-Head Do America (1996), va dirigir vídeos musicals i va intentar, sense èxit, escriure un guió per a The Crow: Salvation.El 1999, Zombie va dissenyar una atracció laberint encantada a Universal Studios que va ser fonamental per reviure les Halloween Horror Nights anuals de l'estudi i per a la qual Bill Moseley va presentar a Zombie un premi. Més tard, l'estudi va començar a treballar en una pel·lícula d'animació Frankenstein de la qual Zombie esperava formar part, encara que els plans per a la pel·lícula van ser finalment descartats per l'estudi.
La idea de House of 1000 Corpses va sorgir a Zombie mentre dissenyava una atracció de casa embruixada amb aquest títol per a l'estudi, i Universal van respondre positivament al seu discurs. Zombie més tard va declarar: "Estava a l'oficina del cap de producció o alguna cosa així i em va preguntar si tenia alguna idea de pel·lícula i li vaig presentar Corpses, que va ser molt dura en aquell moment, perquè no estava preparat i ho vaig inventar al moment. Li va agradar, vaig anar a casa, vaig escriure un tractament de 12 pàgines i les vaig portar. Dos mesos després, estàvem rodant." La producció de la pel·lícula va començar el maig de 2000 i es va acabar per Halloween del 2000. La casa es va llançar l'any següent, tot i que el títol es va canviar a "American Nightmare" a causa de la prestatgeria de la pel·lícula. Malgrat el canvi de nom la casa encara presentava nombroses referències a la pel·lícula i el tràilera de cinema es va reproduir mentre els clients esperaven.
El pressupost inicial de la pel·lícula va ser de 3 a 4 milions de dòlars, tot i que el seu pressupost final és discutible. Zombie va afirmar primer que la pel·lícula es va fer només amb els 4 milions de dòlars inicials, però després va descriure un pressupost d'entre 7 i 14 milions de dòlars. Zombie va admetre més tard que inicialment sabia no tenia el finançament per a un bon final, però es va apostar que si rodava el que pogués amb el que quedava del seu pressupost, l'estudi aportaria més fons per fer un final millor. "Sabia que el final era una merda, així que ho vaig deixar fer malament i em van dir: 'La pel·lícula és genial, però el final és una merda' i ho sé. Així que em van donar més diners i vam rodar un final més elaborat, sets més grans, tot el razzamatazz. " La pel·lícula original presentava més personatges, inclòs un mico mofeta, i presentava imatges dels quatre adolescents en el seu viatge per carretera. Universal esperava que la pel·lícula es concentrés més en el grup de nois, però Zombie sabia que "a ningú li importa una merda els nois". Zombie va afirmar que la pel·lícula inicialment no estava pensada per incloure elements d'humor negre, dient que "va resultar". una mica més boig i més pagès del que pensava inicialment. Però mentre rodàvem, aquest era el to que estava resultant. De vegades, les pel·lícules dicten el seu propi rumb, així que vaig seguir-hi."
La pel·lícula es va rodar amb un programa de rodatge de 25 dies. Es van passar dues setmanes rodant a les rodalies d'Universal Studios Hollywood: la casa que apareix a la pel·lícula és la mateixa que s'utilitza a The Best Little Whorehouse in Texas (1982), i es pot veure als recorreguts amb tramvia d'Universal Studios. Zombie va declarar que rodar al solar era de vegades difícil, ja que al parc d'atraccions les atraccions sovint eren obertes i en ruïnes. Els 11 dies restants del rodatge es van passar en un ranxo a Valencia (Califòrnia). L'escena en què Bill es transformava en "Fishboy" va ser inicialment molt més llarga, amb detalls sagnants de la creació del monstre. Zombie va declarar que l'escena va ser creada després que Universal s'impliqués a la pel·lícula. Escenes amb Baby masturbant-se amb un esquelet, juntament amb altres escenes seccionades, es van filmar al soterrani de Zombie després que el rodatge inicial del projecte hagués conclòs. Més tard, Zombie va citar els enregistraments casolans de la família Manson com a inspiració per a les "estranyes" desposseries de la família Firefly.
Jake McKinnon no es veia bé quan estava vestit de The Professor, i gairebé va colpejar l'actriu Erin Daniels amb una destral real durant el clímax de la pel·lícula. Més tard, Zombie va dir que només havia esperat que Daniels s'allunyés del camí a temps. Quan la Denise truca al seu pare des d'una cabina telefònica, es pot veure un rètol d'un cap de gos desaparegut penjat a la cabina; aquest va ser, de fet, un article real trobat per Zombie i utilitzat per a la pel·lícula. En les primeres etapes de la pel·lícula, l'avi Hugo havia de ser revelat com el Dr. Satan assassí, que en aquell moment es coneixia simplement com el metge boig. La llegenda del metge boig havia de ser una estratagema de la família Firefly per atraure les víctimes, encara que aquesta idea es va descartar més tard. Això va fer que l'avi Hugo rebé molt menys temps davant la pantalla. El personatge del Dr. Satan es va inspirar en un cartell de la dècada de 1950 de la mida d'una cartellera que anunciava un "espectacle d'espectre en viu protagonitzat per un mag anomenat Dr. Satan" que Zombie tenia a casa seva.

### Càsting
El repartiment principal de la pel·lícula estava format per la família assassina Firefly, els quatre adolescents i diversos agents de policia que intentaven trobar el grup, entre d'altres. Sid Haig va interpretar el capità Spaulding, un home que es vesteix de pallasso i posseeix una benzinera i un museu de curiositats. Haig va afirmar que havia d'"aconseguir" estar en contacte amb [la seva] pròpia bogeria" per al paper. La seva relació amb la família Firefly no es revela a la pel·lícula, tot i que està treballant amb ells fins a cert punt; tanmateix, la seqüela estableix que ell és el pare de Baby. Bill Moseley va interpretar a Otis B. Driftwood, que va ser adoptat a la família Firefly. Sheri Moon Zombie va interpretar a Baby Firefly, que es va fer coneguda pel seu riure agut i la seva naturalesa sexual. Karen Black va interpretar a Mare Firefly, la mare protectora de la família. Matthew McGrory va interpretar a Tiny Firefly, un home alt que va quedar deformat després d'un incendi a la casa iniciat pel seu pare. Robert Allen Mukes interpreta a Rufus "RJ" Firefly Jr. Dennis Fimple fou seleccionat per interpretar l’Avi Hugo Firefly. Va morir després del rodatge, i el producte acabat se li va dedicar.
Els noms dels membres de la família Firefly van ser extrets dels noms dels personatges de Groucho Marx. El capità Spaulding va ser un personatge de El conflicte dels Marx (1930), Otis B. Driftwood era un personatge a Una nit a l'òpera (1935), Rufus T. Firefly fou pres de Duck Soup (1933), i finalment Hugo Z. Hackenbush derivava de Un dia a les curses (1937). Tot i que només es fa al·lusions a això a House of 1000 Corpses, és més freqüent a la seqüela de la pel·lícula, i els noms esdevenen integrants de la trama. Zombie va reconèixer que els espectadors havien de "concentrar-se en" la família Firefly en lloc del grup d'adolescents, tot i que afirma que no va ser intencionat: "Sí, volia que el públic els aplaudis. No hi vaig pensar conscientment en aquell moment, perquè ho estava intentant. perquè Bill i Jerry fossin simpàtics. Però és com quan veies Beetlejuice i et podies dir que tot el que li importava a Tim Burton era Beetlejuice."
Erin Daniels va interpretar a Denise Willis. Chris Hardwick va interpretar a Jerry Goldsmith, un jove que era vist com "hiper" i "sàvia". El personatge Bill Hudley va ser interpretat per Rainn Wilson. House of 1000 Corpses va servir com una de les primeres pel·lícules de Wilson, tot i que va trobar un èxit general després de l'estrena de la pel·lícula. Jennifer Jostyn va interpretar Mary Knowles, la xicota de Bill. Mary era vista com la més confrontada del grup, sovint enfrontant-se amb Baby a causa de la seva relació coqueta amb Bill. Harrison Young va ser seleccionat per interpretar a Don Willis, el pare de Denise que més tard va a buscar-la a ella i al seu grup d'amics. Tom Towles i Walton Goggins van retratar el tinent George Wydell i el policia Steve Naish, respectivament; la parella treballa amb Don per trobar el grup desaparegut.
Irwin Keyes va interpretar a Ravelli, l'assistent del capità Spaulding que ajuda a gestionar l'atracció turística. Michael J. Pollard va interpretar a Stucky, un amic del capità Spaulding. i el de Ravelli. Chad Bannon i David Reynolds van interpretar Killer Karl i Richard "Little Dick" Wick, dos homes que van intentar robar la botiga del capità Spaulding i són assassinats. William H. Basset va tenir un petit paper a la pel·lícula com el xèrif Frank Huston. Joe Dobbs III va interpretar a Gerry Ober, un home que treballa a la licoreria; Més tard, Baby li dona el sobrenom de "Goober". Gregg Gibbs va aparèixer com el Dr. Wolfenstein durant el "murder ride". Zombie va fer un cameo com a assistent del Dr. Wolfenstein. Tot i que inicialment planejava aparèixer com el Dr. Wolfenstein, Zombie va optar per ser el seu assistent, creia que semblaria "normal" en la disfressa. Walter Phelan va interpretar el Dr. Satan, el nom real del qual era S. Quintin Quale.

### Música
La banda sonora de la pel·lícula va ser composta per Zombie, juntament amb el productor canadenc Scott Humphrey. Gran part del treball de producció de la banda sonora de la pel·lícula es va fer a l'estudi de Humphrey, The Chop Shop. La música de la pel·lícula presentava temes musicals similars als llançaments de Zombie, que consistien en influències de heavy metal. MTV va dir que la música barrejava "fragments de diàleg nefast de hillbilly amb rock de pel·lícula de terror fortes". Mentre feia la pel·lícula, Zombie va fer broma amb el seu manager que hauria de fer una versió de "Brick House" (1977), interpretada originalment per Commodores. El seu manager més tard va aconseguir que Lionel Richie i el raper Trina apareguessin en una versió de la cançó amb Zombie, sota el títol "Brick House 2003". A part de fer clips d'àudio i fragments de la pel·lícula, Zombie va gravar una varietat de cançons noves per a la banda sonora de la pel·lícula. També hi és present la cançó "House of 1000 Corpses", extreta de l'àlbum de Zombie The Sinister Urge (2001). La banda sonora, publicada el 25 de març de 2003, va aparèixer a la llista Billboard 200 als Estats Units. Més tard, el 2019 Rob Zombie va anunciar que la banda sonora seria llançada en vinil pel segell Waxwork Records. El disc incloïa un assaig de Zombie i un fullet de fotos de 12 x 12" amb fotos d'entre bastidors.

## Estrena
Abans d'acceptar l'estrena de la pel·lícula a través d'Universal, Zombie va dir a l'estudi la naturalesa de la pel·lícula, afirmant: "Vaig ser molt descarat quan vaig parlar amb ells. No volia ficar-me a una situació en què pensessin que estava fent alguna cosa popular. I els vaig dir que volia fer una pel·lícula amb cotxe, una cosa molt cruenta, desagradable i estranya." L'estudi va completar un tràiler de la pel·lícula, que es va projectar als cinemes i abans del viatge Universal creat per Zombie. Zombie va rebre més tard una trucada per a una reunió amb Stacey Snider, cap d'Universal. Zombie va recordar que tenia por que l'estudi exigíd una nova filmació, tot i que més tard es va assabentar que els temors de Snider que la pel·lícula rebés una qualificació NC-17 havien portat a la companyia a negar-se a estrenar la pel·lícula. La pel·lícula va romandre emmagatzemada durant alguns mesos, i Zombie finalment va comprar els drets de la pel·lícula a Universal. Zombie va afirmar que molts el van instar a abandonar la pel·lícula després de la caiguda amb Universal, tot i que va continuar buscant un nou distribuïdor.
Més tard, Zombie va fer un acord amb MGM per estrenar la pel·lícula, i MGM va programar l'estrena a l'octubre de 2002 per a la pel·lícula. MGM després es va negar a estrenar la pel·lícula després d'un comentari controvertit de Zombie que afirmava que la companyia no tenia moral per llançar la pel·lícula. Més tard, Zombie va anunciar plans per estrenar la pel·lícula ell mateix, sense el suport d'una productora. Malgrat això, Zombie finalment va cridar l¡’atenció de Lions Gate Entertainment, l'estudi final que es va apuntar al projecte. Lions Gate, intentant aventurar-se en nous tipus de pel·lícules, esperava que el llançament d'una pel·lícula de terror proporcionés més oportunitats. La pel·lícula va ser tallada i editada en un intent d'aconseguir una qualificació R, amb Zombie afirmant que la majoria de les imatges retallades presentaven el personatge de Sherri Moon Zombie.
La primera projecció pública de la pel·lícula va tenir lloc a l'Argentina el 13 de març de 2003. House of 1000 Corpses es va estrenar a les sales l'11 d'abril de 2003. La pel·lícula va fer el seu debut. al Regne Unit al Fright Fest, i va ser l'esdeveniment més venut de la nit. House of 1000 Corpses va recaptar 3.460.666 $ en un cap de setmana d'obertura limitada, tot i que compta amb 2.522.026 dòlars a la seva obertura oficial. La pel·lícula es va estrenar en segon lloc a la taquilla, darrere de la pel·lícula de comèdia Executiu agressiu (2003). Va passar a recaptar 12.634.962 dòlars només als Estats Units, amb 4.194.583 dòlars addicionals acumulats arreu del món. El cost brut de la pel·lícula és de 16.829.545 dòlars. Segons Zombie, Lions Gate Entertainment va recuperar la seva inversió en la pel·lícula el primer dia, i poc després es va acostar a Zombie sobre una seqüela de la pel·lícula.

### Resposta crítica

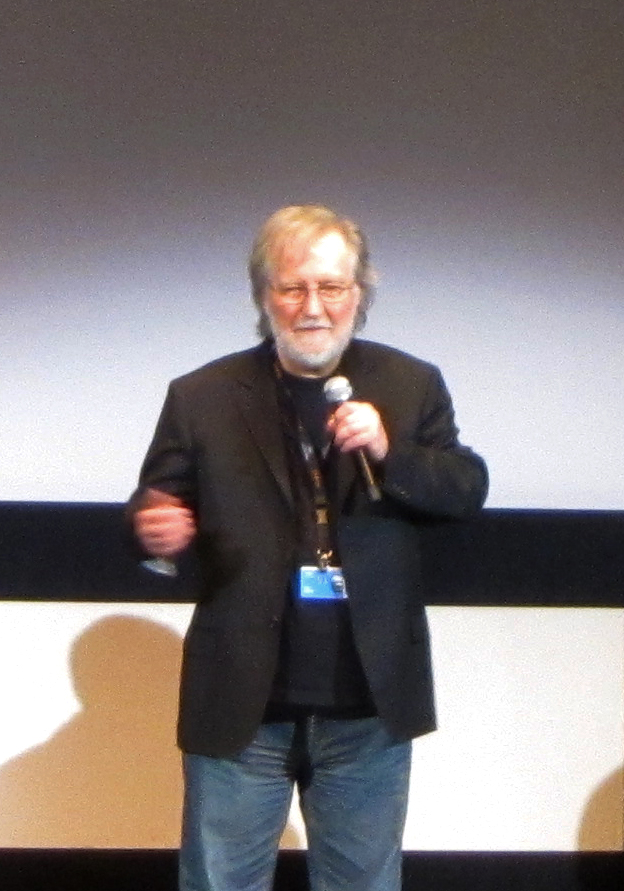
Els crítics van assenyalar la influència de la pel·lícula de Tobe Hooper (a dalt) La matança de Texas (1974).

House of 1000 Corpses va rebre una recepció crítica generalment negativa després del seu llançament. Frank Scheck de The Hollywood Reporter va escriure que la pel·lícula "està a l'altura de l'esperit, però no de la qualitat de les seves inspiracions" i, en definitiva, és una "pel·lícula de terror cursi i ultragore d'explotació" i "estranyament desproveïda d'emocions, xocs o horror." Clint Morris de Film Threat va criticar la pel·lícula com "una hora i mitja d'una trama indescifrable" i va trobar que la pel·lícula era "dolenta" en general. James Brundage de Filmcritic.com va escriure que la pel·lícula era simplement "groller rera groller, pel·lícula de por barata després de pel·lícula de por barata, molts accents del sud i assassinats psicòtics", i era "massa intel·ligent per ser una bona pel·lícula de terror barata, massa humil per ser una sàtira i massa avorrida per suportar el valor de l’entrada." Slant Magazine va donar a la pel·lícula dues estrelles de quatre, afirmant: "Si no fos per les atraccions de parpellejar i perdre's i l'emmagatzematge de cites memorables, [House of] 1000 Corpses hauria estat més fàcil de rebutjar. Aquesta curiositat vintage deriva amb orgull i humor, però aquest regust familiar és el de les oportunitats desaprofitades." The New York Times també va tenir una crítica negativa de la pel·lícula, escrivint: "Per molt que els amants del cinema poguessin gaudir reconeixent les referències a Motel Hell i altres clàssics d'autocinema, l'enfocament enciclopèdic del Sr. Zombie al gènere dona lloc a una pel·lícula frenètica i multitudinària en la qual no es desenvolupa cap idea única amb un benefici satisfactori." La ressenya també va criticar les escenes seccionades i el metratge domèstic utilitzats al llarg de la pel·lícula, i va afegir: "El Sr. Zombie és massa estilista, sempre eliminant insercions estranyes, flashbacks en blanc i negre, imatges negatives i molt més, i massa poc: no té prou control de les seves possibilitats per deixar que l'estat d'ànim creixi i s'agreugi. I el fet de supurar és el que tracta aquest tipus de pel·lícula."
JoBlo.com va tenir una visió més positiva de la pel·lícula, afirmant que "ajunta la quantitat justa d'atmosfera esgarrifosa, rialles nervioses, ensurts barats, atraccions divertides i sang i coratge per satisfer qualsevol gran fan del macabre." Horror Express va donar a la pel·lícula una crítica generalment positiva, afirmant: "Ell ha tingut èxit en la seva major part, però realment aquesta és només una pel·lícula que Rob Zombie podria fer. Més enllà de la rememoració dels vells temps, hi ha casos en què apareix l'estil característic de Zombie. És un estil que ha perfeccionat al llarg dels anys a través dels seus vídeos, animacions i música. Les imatges grotesques es mostren a través d'angles de càmera esbiaixats mentre les cares somrients miren. L'ús de fluorescents brillants gairebé crea una atmosfera enganyosa d'innocència infantil mentre els diables perfeccionen el seu ofici a la pantalla." Entertainment Weekly li va donar una C+, dient: "House of 1000 Corpses "no és coherent, exactament, però quina pel·lícula de terror ho és aquests dies? La nova regla és: No és modern tenir sentit quan estàs creant l'infern." Maitland McDonagh de TV Guide va donar a la pel·lícula dues estrelles de quatre, afirmant: "És lletja, a la manera clarament esborrada, granulada i lleugerament cremada de les pel·lícules dels anys 70 de baix pressupost, sagnant i amb una ment decidida, cap de les quals és una crítica, ja que això és exactament el que vol ser." El projecte va ser ben rebut pel LA Times, que va escriure: "Donem-li al diable el que li correspon. Zombie, que mostra un talent natural per al cinema, té una apreciació i un coneixement reals de les imatges de terror i una afinitat semblant a la de Diane Arbus. Al llarg de la seva pel·lícula de moviment ràpid, insereix clips vintage d'una manera enginyosa i, com era d'esperar, Zombie, amb Scott Humphries, ha arribat amb una partitura impressionant per a la seva pel·lícula."
La pel·lícula té una puntuació del 20% "podrida" al lloc web de ressenyes de pel·lícules Rotten Tomatoes, basat en 86 ressenyes, amb una mitja ponderada de 3,8/10. El consens del lloc diu: "Hi ha una gran quantitat de gore en aquesta pel·lícula de terror derivada, però poc sentit o enginy." Té una puntuació Metacritic de 31 basada en 15 crítiques, cosa que significa "crítiques generalment desfavorables".
Des del seu llançament inicial, la pel·lícula ha anat guanyant un seguici de culte. En la seva ressenya del 2007 sobre el llançament del Blu-ray, Christopher Monfette de IGN va qualificar la pel·lícula de "divertida com l'infern", escrivint, "House of 1000 Corpses és una pel·lícula desordenada, que gira d'un costat a l'altre pel mapa del gènere sense cap destinació perceptible. Però vista menys com una pel·lícula i més com una experiència, la pel·lícula ofereix un cert grau de bogeria inspirada i una bona dosi de bogeria de carnaval". Zombie ha reconegut l'estatus de culte de la pel·lícula, afirmant: "Ara, una dècada després, s'ha convertit en una pel·lícula força estimada entre la gent. És genial que tinguem aquesta gran celebració. M'encanta veure que Sid Haig i els altres actors reben tanta atenció. El més curiós és que deu anys es converteixen en molt de temps. Trobaré algú que tingui divuit anys, i aquesta sempre ha estat una pel·lícula que li ha encantat. És curiós que la pel·lícula fa tant de temps que sigui així per a algunes persones." CinemaBlend també va escriure sobre l'estatus de culte de la pel·lícula, afirmant: "Si bé les seves pel·lícules d'Halloween eren un desastre, Zombie va aportar alguna cosa nova amb les seves pel·lícules originals House of 1000 Corpses i The Devil's Rejects, desenvolupant un seguiment de culte per a les seves pel·lícules a més de la que va guanyar per la seva música. Digues el que vulguis d'ella com a director, però no es pot negar que té una visió única." Zombie ha rebutjat la pel·lícula després de la seva estrena, dient: "La primera pel·lícula [que vaig dirigir], que la gent sembla estimar, és només un desastre calamitós. Bé, quan va sortir semblava que tothom l'odiava. Ara tothom actua com si fos estimada d'alguna manera. Tot el que veig és defecte, sobre defecte, sobre defecte... sobre defecte." L'èxit de la pel·lícula va donar lloc a dues seqüeles, estrenades el 2005 i el 2019 respectivament , i més tard una atracció de cases embruixades de temporada a Universal Studios Hollywood.

### Mitjans domèstics
La pel·lícula va rebre un llançament de vídeo casolà el 12 d'agost de 2003. Per al menú principal de la pel·lícula, Zombie va fer que Sid Haig actués en el personatge com a contingut addicional. L'edició Blu-ray de la pel·lícula es va estrenar el 18 de setembre de 2007. L'edició Blu-ray de la pel·lícula inclou el contingut del menú afegit amb Haig, així com les característiques de bonificació que es troben al seu llançament inicial. La pel·lícula es va estrenar juntament amb Els renegats del diable (2005) en un paquet combinat el 4 de gener de 2011. Zombie va parlar del llançament d'una edició "super-duper deluxe" de la pel·lícula en DVD, que esperava que inclogués les imatges del personatges abandonats, així com imatges esborrades de les escenes de mort de la pel·lícula; Zombie també va afirmar que l'escena de "fishboy" inicialment feia molt més goig, i esperava incloure imatges addicionals per a aquesta escena. Anys més tard, Zombie va explicar el tema, afirmant
| « | Crec que no es publicarà mai, perquè no crec que ningú sàpiga on és, la veritat. Fins i tot quan van muntar el DVD, que va ser fa 13 anys, no vam trobar res perquè havien rodat dues-centes entrevistes en el temps transcorregut des del rodatge. Teníem coses entre bastidors, proves de maquillatge, totes aquestes coses diferents, i ningú no les podia trobar. Tot va ser perdut. És per això que crec que el que existeix és tot el que existirà mai. | » |

## Premis i nominacions
| Any  | Premi                              | Categoria                         | Receptor(s)                 | Result    | Ref.          |
| ---- | ---------------------------------- | --------------------------------- | --------------------------- | --------- | ------------- |
| 2003 | Rondo Hatton Classic Horror Awards | Millor pel·lícula del gènere      | Rob Zombie                  | Nominat   | [ 59 ] [ 60 ] |
| 2003 | Teen Choice Awards                 | Choice Movie—Horror/Thriller      | —                           | Nominat   | [ 61 ]        |
| 2004 | Fantasporto                        | Millors efectes especials         | Wayne Toth, Michael O'Brien | Guanyador | [ 62 ] [ 63 ] |
| 2004 | Fantasporto                        | Millor pel·lícula                 | Rob Zombie                  | Nominat   | [ 63 ]        |
| 2004 | Fangoria Chainsaw Awards           | Millro actor secundari            | Sid Haig                    | Guanyador | [ 64 ] [ 65 ] |
| 2004 | Fangoria Chainsaw Awards           | Millor actriu secundària          | Karen Black                 | Guanyador | [ 65 ]        |
| 2004 | Fangoria Chainsaw Awards           | Millor pel·lícula de gran estrena | —                           | Nominat   | [ 66 ]        |
| 2004 | Fangoria Chainsaw Awards           | Millor maquillatge/Creature FX    | Wayne Toth                  | Nominat   | [ 66 ]        |